# Obelis
Die Obelis ist ein Fluss in Mittellitauen. Sie ist 53,3 Kilometer lang und mündet in den Nevėžis zwischen Kėdainiai und Paobelys. Die Obelis entspringt unweit von Siesikai (Rajon Ukmergė) und fließt nach Südwesten und Westen im Rajon Kėdainiai. 